# 민테크
민테크(Mintech Co., Ltd.)는 배터리 검사·진단 기술을 개발하고 관련 장비를 만드는 업체이다 본사는 대전광역시 유성구 국제과학 21로 62 (구룡동)에 위치해 있으며 대표이사는 홍영진이다.

## 상장
KB증권을 대표 주관사로 선정하고 지난 3월 기술성평가 A등급을 받아 2024년 5월 3일에 공모가  1만 500원에 기술특례상장을 하였다

## 같이 보기
- 배터리

## 참고문헌
1. ↑  정현정, 'LG엔솔이 점찍은 배터리 진단 기술' 민테크, 프리IPO 140억 투자 유치, 전자신문, 2023년 7월 17일
2. ↑  연선옥, 민테크, LG엔솔·에코프로·포스코에서 140억원 투자 유치, 조선비즈, 2023년 7월 17일
3. ↑  최민정, 민테크, 상장 첫날 34%↑…"적자기업 부담", 한국경제, 2024.05.03